# Verizon Digital Media Services
Edgecast  — американская компания в сфере Content Delivery Network (CDN).

## Yahoo inc.
В мае 2021 года Verizon продал  Verizon Media компании Apollo Global Management. И сохранил долю  размером в 10% в новой компании.

## EdgeCast Nerworks
В 2006 году была основана компания EdgeCast Networks, Inc, являвшаяся венчурным проектом Steamboat Ventures (подразделения The Walt Disney Company). Штаб-квартира компания находилась в Санта-Монике, штат Калифорния.
Edgecast был известен самообеспеченной CDN технологией, используемой в телекоммуникационном и хостинговом бизнесе. В августе 2009 года по отчёту Yankee Group, Edgecast занимал третье место в индустрии, продемонстрировав положительную EBITA во втором квартале этого года. В 2012 году компания попала на 13 место в списке Deloitte Fast 500 для Северной Америки.

## Verizon
9 декабря 2013 года совет директоров Verizon и EdgeCast одобрили покупку первой компании второй, сделка была закрыта 23 декабря 2013 года.
С 2013 по 2016 год EdgeCast Networks являлось подразделением Verizon Communications и частью Verizon Digital Media Services, наряду с upLynk LLC и другими компаниями.
В 2016, EdgeCast Networks, Inc стала Verizon Digital Media Services, Inc.
В 2017 году Verizon Digital Media Services вошла в состав Oath Inc., ныне известной как Verizon Media.